# Хоогстратен, Виллем ван
Виллем ван Хоогстратен (нидерл. Willem van Hoogstraten; 18 марта 1884, Утрехт — 11 сентября 1965, Тутцинг) — нидерландский скрипач и дирижёр.
Учился в Кёльнской консерватории у Брама Элдеринга, затем в Праге у Отакара Шевчика. В 1907 году познакомился в Кёльне с уже преподававшей там в это время пианисткой Элли Ней; в 1911 году они поженились (брак распался в 1927 году). Ней и ван Хоогстратен много выступали в дуэте в Германии и других странах Европы, в 1914—1921 гг. играли также в составе фортепианного трио с Фрицем Райтцем.
Одновременно уже с 1914 года ван Хоогстратен начал карьеру дирижёра. В 1920-30-е годы он работал, главным образом, в США, будучи вторым дирижёром Нью-Йоркского филармонического оркестра в 1923—1925 годах и главным дирижёром Орегонского симфонического оркестра в 1925—1938 годах. В 1938—1944 годах ван Хоогстратен занимал пост главного дирижёра зальцбургского оркестра Моцартеум, согласившись заменить на этом посту многолетнего руководителя оркестра Бернхарда Паумгартнера, вынужденного покинуть Австрию после аншлюса из-за своего еврейского происхождения.